# شوترانژ
شوترانژ (به لوکزامبورگی: Schëtter) یک شهرداری در استان لوکزامبورگ کشور لوکزامبورگ است که ۱۶٫۱ کیلومترمربع مساحت دارد و جمعیت آن در سال ۲۰۰۹ میلادی ۳۳۰۴ نفر بوده‌است.